# Bricquebosq
Bricquebosq és un municipi francès situat al departament de la Manche i a la regió de Normandia. L'any 2007 tenia 480 habitants.

## Demografia

### Població
El 2007 la població de fet de Bricquebosq era de 480 persones. Hi havia 192 famílies de les quals 40 eren unipersonals (16 homes vivint sols i 24 dones vivint soles), 60 parelles sense fills, 68 parelles amb fills i 24 famílies monoparentals amb fills.
La població ha evolucionat segons el següent gràfic:
Habitants censats

### Habitatges
El 2007 hi havia 217 habitatges, 195 eren l'habitatge principal de la família, 9 eren segones residències i 13 estaven desocupats. Tots els 215 habitatges eren cases. Dels 195 habitatges principals, 146 estaven ocupats pels seus propietaris, 47 estaven llogats i ocupats pels llogaters i 2 estaven cedits a títol gratuït; 6 tenien dues cambres, 17 en tenien tres, 39 en tenien quatre i 133 en tenien cinc o més. 187 habitatges disposaven pel capbaix d'una plaça de pàrquing. A 71 habitatges hi havia un automòbil i a 111 n'hi havia dos o més.

### Piràmide de població
La piràmide de població per edats i sexe el 2009 era:
| Homes | Edats   | Dones |
| ----- | ------- | ----- |
| 0     | 95 o +  | 0     |
| 0     | 90 a 94 | 0     |
| 0     | 85 a 89 | 12    |
| 4     | 80 a 84 | 0     |
| 8     | 75 a 79 | 12    |
| 8     | 70 a 74 | 8     |
| 16    | 65 a 69 | 4     |
| 16    | 60 a 64 | 16    |
| 8     | 55 a 59 | 12    |
| 20    | 50 a 54 | 12    |
| 4     | 45 a 49 | 8     |
| 12    | 40 a 44 | 16    |
| 24    | 35 a 39 | 12    |
| 48    | 30 a 34 | 12    |
| 8     | 25 a 29 | 20    |
| 8     | 20 a 24 | 8     |
| 16    | 15 a 19 | 20    |
| 20    | 10 a 14 | 8     |
| 8     | 5 a 9   | 12    |
| 24    | 0 a 4   | 12    |

## Economia
El 2007 la població en edat de treballar era de 305 persones, 237 eren actives i 68 eren inactives. De les 237 persones actives 216 estaven ocupades (125 homes i 91 dones) i 21 estaven aturades (8 homes i 13 dones). De les 68 persones inactives 32 estaven jubilades, 19 estaven estudiant i 17 estaven classificades com a «altres inactius».

### Ingressos
El 2009 a Bricquebosq hi havia 195 unitats fiscals que integraven 508,5 persones, la mediana anual d'ingressos fiscals per persona era de 17.067 €.

### Activitats econòmiques
Dels 11 establiments que hi havia el 2007, 1 era d'una empresa alimentària, 3 d'empreses de construcció, 2 d'empreses de transport, 2 d'empreses d'hostatgeria i restauració, 1 d'una empresa d'informació i comunicació, 1 d'una empresa financera i 1 d'una entitat de l'administració pública.
Dels 3 establiments de servei als particulars que hi havia el 2009, 1 era un guixaire pintor, 1 fusteria i 1 restaurant.
L'any 2000 a Bricquebosq hi havia 24 explotacions agrícoles que ocupaven un total de 882 hectàrees.

## Equipaments sanitaris i escolars
El 2009 hi havia una escola elemental integrada dins d'un grup escolar amb les comunes properes formant una escola dispersa.

## Poblacions més properes
El següent diagrama mostra les poblacions més properes.